# 2003
Cette page concerne l'année 2003 (MMIII en chiffres romains) du calendrier grégorien.
2003 est une année commune qui commence un mercredi.
C'est la 2003e année de notre ère, la 3e du IIIe millénaire et du XXIe siècle et la 4e de la décennie 2000-2009.
La grande canicule européenne d'août 2003 et de grandes protestations contre la guerre d'Irak ont marqué l'année.

## Autres calendriers
L'année 2003 du calendrier grégorien correspond aux dates suivantes :
- Calendrier berbère : 2952 / 2953
- Calendrier chinois : 4700 / 4701 (le Nouvel An chinois 4701 de l’année du mouton d'eau a lieu le 1er février 2003[1])
- Calendrier hébraïque : 5763 / 5764 (le 1er tishri 5764 a lieu le 27 septembre 2003[2])
- Calendrier indien : 1924 / 1925 (le 1er chaitra 1925 a lieu le 22 mars 2003[2])
- Calendrier musulman : 1423 / 1424 (le 1er mouharram 1424 a lieu le 5 mars 2003[2])
- Calendrier persan : 1381 / 1382 (le 1er farvardin 1382 a lieu le 21 mars 2003[2])
- Calendrier républicain : 211 / 212 (le 1er vendémiaire 212 a lieu le 23 septembre 2003[2])
  - Jours juliens : de 2 452 640,5 à 2 453 005,5[3],[2]

## Chronologie territoriale

### Monde
- L’UNESCO déclare le trimillénaire de la culture zoroastrienne.
- 16 au 23 mars : 3e forum mondial de l'eau à Kyōto.
- 21 octobre : après la visite des ministres français, allemand et britannique des Affaires étrangères, l'Iran accepte la coopération « totale » avec l'Agence internationale de l'énergie atomique (AIEA), le contrôle renforcé de ses installations nucléaires, la suspension de l'enrichissement d'uranium, et s'engage à signer le protocole additionnel au Traité de non-prolifération nucléaire (TNP).
- 18 décembre : l'Iran signe le protocole additionnel au Traité de non-prolifération nucléaire (TNP).

#### Guerre d'Irak
- 15 février : au moins 10 millions de personnes défilent dans plus de 600 villes du monde contre la guerre d'Irak.
- 17 mars : fin de l'opération Northern Watch contre l'Irak.
- 19 mars : fin de l'opération Southern Watch contre l'Irak.
- 20 mars : débuts des bombardements aériens des États-Unis et du Royaume-Uni sur l'Irak.
- 4 avril : arrestation de Muhammad Hamza al-Zubaydi, Premier ministre d'Irak de 1991 à 1993, par les troupes américaines.
- 9 avril : le régime de Saddam Hussein en Irak tombe après 24 ans d'existence. Les États-Unis et leurs alliés mettent en place l'Autorité provisoire de la coalition pour pallier la vacance du pouvoir.
- nuit du 13 au 14 décembre : Saddam Hussein, en fuite depuis le mois d'avril, est arrêté par les troupes américaines.

### Afrique
- Création au Burundi de l'association Girakazoza, dont l'objectif est l’optimisation de l’apport de l’agriculture et de l’élevage.
- 15 mars : en République centrafricaine, Ange-Félix Patassé est renversé par le coup d'État de François Bozizé.
- 17 avril : l'Assemblée nationale de transition du Burundi adopte à une large majorité (128 voix pour, 3 contre et 26 abstentions) une loi, maintes fois reportée, qui réprime les crimes de guerre, les crimes contre l'humanité et le génocide.
- 19 avril : l’Accord de Sun City est signé en Afrique du Sud : cet accord politique met en place les institutions de transition en République démocratique du Congo.
- 16 mai : attentats au Maroc à Casablanca
- 21 mai : en Algérie, un violent séisme de magnitude 6,8 sur l'échelle de Richter tue plus de 2 260 personnes et provoque plus de 10 200 blessés.
- 30 juin : le Gouvernement de transition de la République démocratique du Congo est mis en place.
- 7 juillet : au Burundi, les Forces nationales de libération (FNL), mouvement rebelle hutu, lancent une attaque sur Bujumbura. Les combats avec les forces gouvernementales, qui durent une semaine, sont extrêmement violents, faisant plus de 200 morts, et marquent une escalade dans la guerre civile du Burundi.
- 10 juillet : Alpha Oumar Konaré est élu président de la commission de l’Union africaine. Adoption à Maputo du Protocole à la Charte africaine des droits de l'homme et des peuples relatif aux droits des femmes.
- 31 juillet : le Conseil de sécurité des Nations unies adopte à l'unanimité une résolution appelant le Maroc et les rebelles indépendantistes du Polisario à travailler ensemble en faveur de l'approbation du plan de paix pour le Sahara occidental.
- 25 août : Paul Kagame est élu président de la République du Rwanda par le Parlement avec près de 95 % des suffrages.
- 16 novembre : réunis à Dar es Salaam (Tanzanie), des dirigeants africains de la région donnent trois mois aux Forces nationales de libération (FNL) pour entamer des discussions de paix avec les autorités du Burundi. Les rebelles hutus rejettent l'ultimatum, et multiplient les attaques contre plusieurs quartiers de Bujumbura.
- 29 décembre : assassinat au Burundi du nonce apostolique, Michael Courtney.
- 31 décembre : les rebelles hutus burundais des Forces nationales de libération (FNL), dernier mouvement en guerre contre le gouvernement de transition du Burundi, lancent un ultimatum contre le président de la conférence épiscopale, Simon Ntamwana, lui donnant 30 jours pour quitter le pays, après que celui-ci les eut accusés d'avoir « exécuté » le 29 décembre le nonce apostolique au Burundi, Michael Courtney.

### Amérique
- 27 février : le projet des architectes Daniel Libeskind et David Childs est officiellement choisi pour remplacer les tours jumelles du World Trade Center détruites dans les attentats du 11 septembre 2001.
- 14 avril : élections générales au Québec. Le Parti libéral du Québec dirigé par Jean Charest est élu reléguant le Parti québécois dirigé par Bernard Landry dans le rôle d'opposition officielle.

### Asie
- 1er mars, Pakistan : des agents et policiers pakistanais, appuyés par des agents de la CIA, arrêtent dans une maison de Rawalpindi, sur la Peshawar Road, Khalid Cheikh Mohammed, l'homme accusé d'avoir organisé les attentats du 11 septembre 2001 sur le territoire des États-Unis.
- 16 mars : Xiao Yang (肖扬), ministre de la justice de 1993 à 1998, est réélu président de la Cour populaire suprême de Chine, lors de la 6e séance plénière de la première session de la 10e Assemblée nationale populaire.
- 27 juillet : élections législatives au Cambodge. Le PPC du premier ministre Hun Sen remporte 73 des 123 sièges en jeu, mais doit composer avec le FUNCINPEC (26 sièges) pour former un nouveau gouvernement.
- 30 août : Jigme Thinley redevient Premier ministre du Bhoutan.
- 31 octobre : après vingt-deux ans au pouvoir, Mahathir Mohamad renonce à sa fonction de Premier ministre de Malaisie.
- 9 novembre : au Japon, élections législatives anticipées. Le PLD obtient la majorité relative et reconduit sa coalition conservatrice.

### Moyen-Orient
- 19 septembre : l'ONU adopte une résolution demandant à Israël de cesser ses menaces d'expulsion à l'encontre de Yasser Arafat et condamnant les attentats-suicides perpétrés par des groupes palestiniens.

### Europe
- Année Rabelais commémorant le 450e anniversaire de la mort de François Rabelais[4]
- Février 2003 : dissolution de la Yougoslavie
- Août : canicule européenne de 2003
- Septembre : black-out de tout le réseau électrique en Italie : le dimanche 28 septembre 2003, à 3 h du matin (durant la nuit de la fête de la Notte Bianca à Rome), l’Italie importe 6,951 GW d’électricité de France, de Suisse, d'Autriche, de Slovénie et de Grèce (concernant la Suisse, une charge demandée de 3,610 GW, soit 0,542 GW de plus que les 3,068 GW prévus). À 3 h 1 minute et 30 secondes un incident (arc électrique) sur une des lignes à haute tension de 380 kV (échauffée par une partie de cette surcharge et donc distendue vers le sol) transitant par la Suisse (ligne du Lukmanier) conduit progressivement, du fait de ce premier délestage automatique, à une douzaine d'autres délestages en cascade et, dès 3 h 25, à un effondrement complet du système électrique italien en quelques minutes. Ce sont bien 56 millions d’Italiens qui sont alors plongés dans le noir, du Nord du pays à la Sicile. Seules les îles de Sardaigne et d’Elbe en réchappent.

## Chronologie thématique

### Arts et culture
- 11 décembre : Valéry Giscard d'Estaing est élu à l'Académie française.

### Économie et commerce
- 17 février : liquidation judiciaire de la compagnie aérienne Air Lib.
- 5 mars : France Télécom annonce des pertes records à 20,7 milliards d'euros.
- 8 mars : Vivendi Universal annonce des pertes records à 23,3 milliards d'euros.
- 30 juillet : la dernière Volkswagen Coccinelle sort de l'usine de Mexico.
- En août, adoption de la loi Sarbanes-Oxley dans la foulée du scandale Enron. Elle impose à toutes les entreprises cotées aux États-Unis, de présenter à la Commission américaine des opérations de bourse (SEC) des comptes certifiés personnellement par leur dirigeant. Cette loi concerne aussi 1 300 groupes européens ayant des intérêts aux États-Unis.
- 22 décembre : en France, livraison du paquebot « Queen Mary II » par les Chantiers de l'Atlantique.

### Sciences et techniques
- 1er février : désintégration de la navette spatiale Columbia durant son vol de retour. Tous les membres d'équipage périssent (Rick Husband, William McCool, Michael Anderson, Kalpana Chawla, David Brown, Laurel Clark et Ilan Ramon).
- 13 février : détermination de l'âge de l'Univers, grâce à WMAP.
- 25 août : lancement du télescope spatial infrarouge du Cap Canaveral Floride.
- 27 août : Mars n'a jamais été aussi proche de la Terre en près de 60 000 ans, en passant à 55 758 006 kilomètres de la Terre.
- 21 septembre : la sonde Galileo s'écrase volontairement sur la planète Jupiter
- 14 novembre : découverte d'une « dixième planète » dans le système solaire : (90377) Sedna

### Sport
- 7 juin : Justine Henin-Hardenne remporte le tournoi de Roland-Garros.
- 8 juin : Juan Carlos Ferrero remporte le tournoi de Roland-Garros.
- 20 juillet - 26 juillet : douzième Gymnaestrada Mondiale à Lisbonne, au Portugal.
- 12 octobre : sixième titre de champion du monde de formule 1 pour Michael Schumacher.
- 7 septembre : l'américain Andy Roddick remporte l'US Open.
- 12 octobre : cinquième titre de champion de monde MotoGP pour Valentino Rossi en Malaisie, le troisième en MotoGP
- 22 novembre : Le XV d'Angleterre remporte la Coupe du monde de rugby à XV qui se déroule en Australie.

### Transport
Aéronautique
- 6 mars : un Boeing 737-200 d'Air Algérie s'écrase à Tamanrasset, faisant 102 morts.
- 31 mai : dernier vol commercial de Concorde sous les couleurs d'Air France.

Chemin de fer

## Distinctions internationales

### Prix Nobel
Les lauréats du Prix Nobel en  2003 sont :
- Prix Nobel de physique : Alekseï Abrikossov, Vitaly Ginzburg et Anthony Leggett
- Prix Nobel de chimie : Peter Agre et Roderick MacKinnon
- Prix Nobel de physiologie ou médecine : Paul Lauterbur, Peter Mansfield
- Prix Nobel de littérature : J. M. Coetzee
- Prix Nobel de la paix : Shirin Ebadi
- « Prix Nobel » d'économie : Robert Engle et Clive Granger.

### Autres prix
- Prix Pritzker (architecture) : Jørn Utzon.

## Décès en 2003

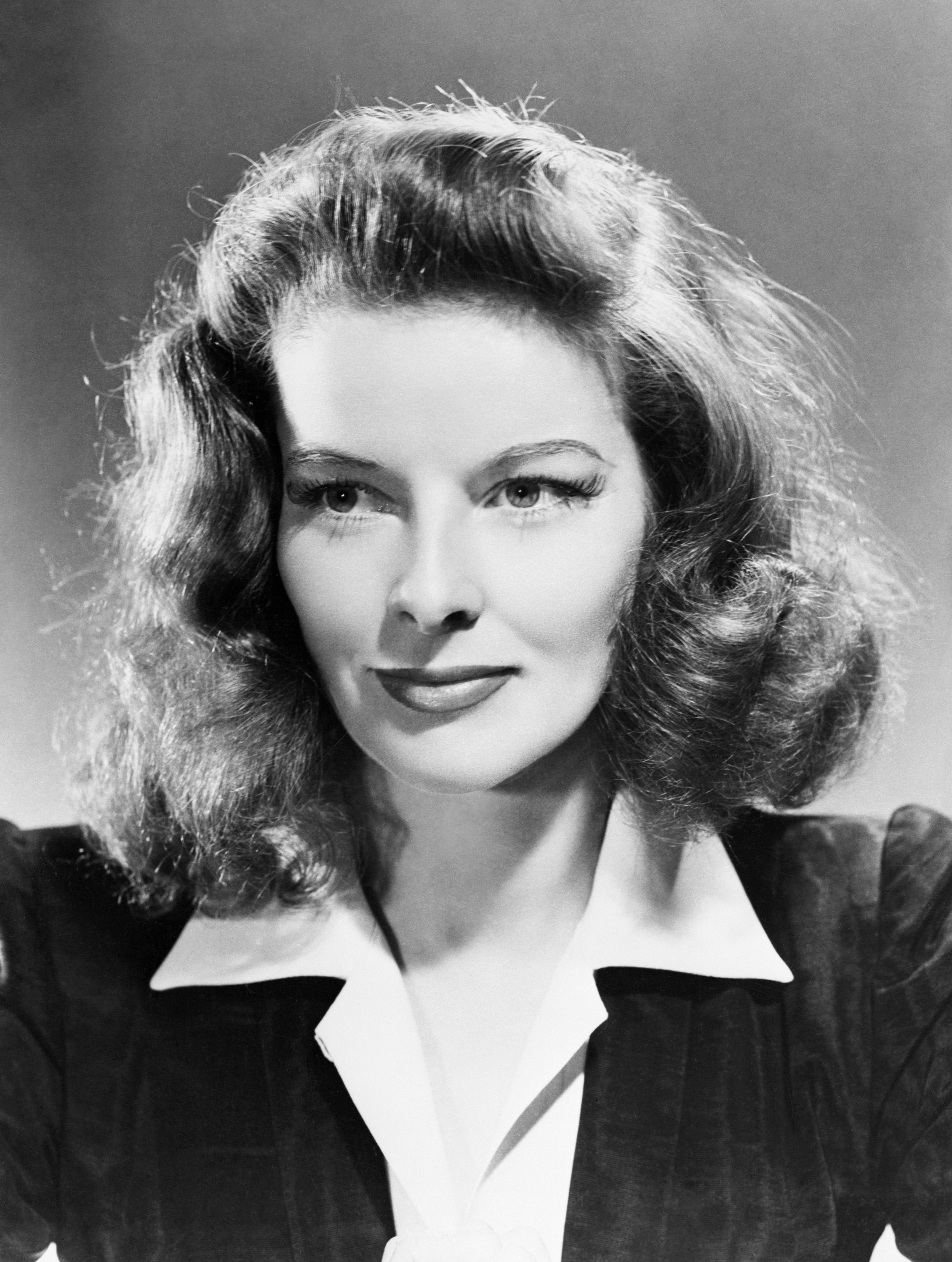
Katharine Hepburn.

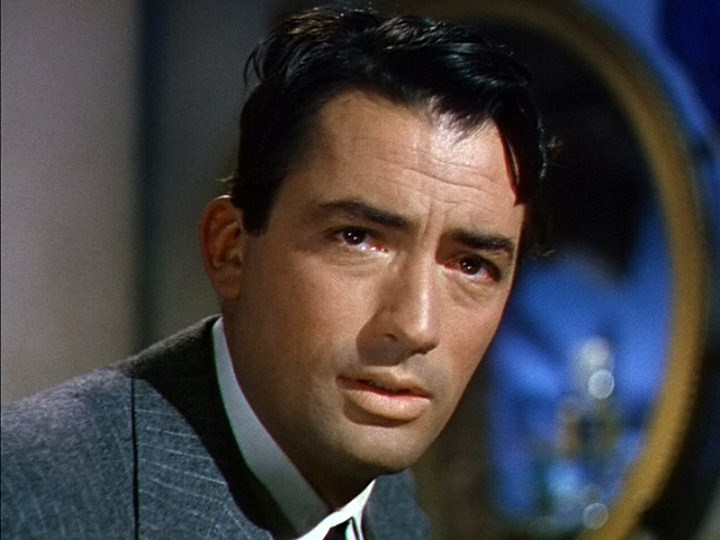
Gregory Peck

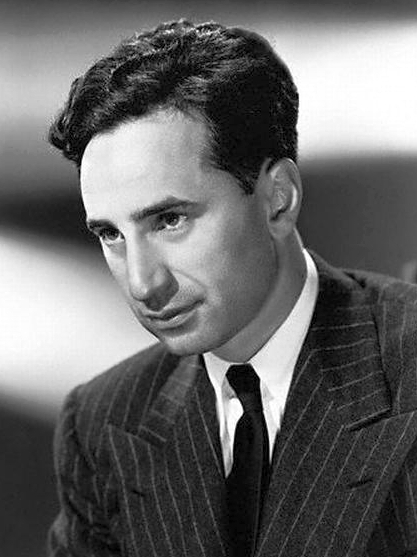
Elia Kazan

Personnalités majeures décédées en 2003
- 11 janvier : Maurice Pialat (cinéaste français)
- 19 janvier : Françoise Giroud (journaliste, écrivaine et femme politique française)
- 24 janvier : Gianni Agnelli (industriel et entrepreneur italien)
- 14 mars : Jean-Luc Lagardère (industriel et patron de presse français)
- 21 avril : Nina Simone (chanteuse et pianiste américaine)
- 23 mai : Jean Yanne (acteur et cinéaste français)
- 27 mai : Luciano Berio (compositeur italien)
- 12 juin : Gregory Peck (acteur américain)
- 13 juin : Guy Lux (animateur et producteur de télévision français)
- 29 juin : Katharine Hepburn (actrice américaine)
- 30 août : Charles Bronson (acteur américain)
- 28 septembre : Elia Kazan (cinéaste américain)